# Liste der Biografien/Yak
Liste der Biografien |
Portal Biografien |
Personensuche
# |
A |
B |
C |
D |
E |
F |
G |
H |
I |
J |
K |
L |
M |
N |
O |
P |
Q |
R |
S |
T |
U |
V |
W |
X |
Y |
Z |
?
 
Ya |
Yb |
Yc |
Yd |
Ye |
Yf |
Yg |
Yh |
Yi |
Yk |
Yl |
Ym |
Yn |
Yo |
Yp |
Yr |
Ys |
Yt |
Yu |
Yv |
Yw |
Yx |
Yz
 
Yaa |
Yab |
Yac |
Yad |
Yae |
Yaf |
Yag |
Yah |
Yai |
Yaj |
Yak |
Yal |
Yam |
Yan |
Yao |
Yap |
Yaq |
Yar |
Yas |
Yat |
Yau |
Yav |
Yaw |
Yax |
Yay |
Yaz
Die Liste der Biografien führt alle Personen auf, die in der deutschsprachigen Wikipedia einen Artikel haben. Dieses ist eine Teilliste mit 36 Einträgen von Personen, deren Namen mit den Buchstaben „Yak“ beginnt.

## Yak
- Yak, Justin († 2008), sudanesischer Politiker
- Yak, Mary Jarvis, südsudanesische Politikerin

### Yaka
- Yakak, Ahmet (* 1979), türkischer Fußballspieler
- Yakan Pascha, Adli (1864–1933), ägyptischer Politiker
- Yakan, François (* 1958), türkischer Patriarchalvikar der Chaldäisch-katholischen Kirche in der Türkei
- Yakar, Jak (* 1943), israelischer Archäologe
- Yakar, Rachel (1936–2023), französische Opernsängerin (Sopran) und Gesangspädagogin
- Yakary, deutscher Rapper

### Yake
- Yake, Terry (* 1968), kanadischer Eishockeyspieler und -trainer

### Yakh
- Yakhchali, Behnam (* 1995), iranischer Basketballspieler

### Yaki
- Yakin, Boaz (* 1966), US-amerikanischer Filmregisseur, Drehbuchautor
- Yakin, Hakan (* 1977), Schweizer Fussballspieler und -trainer
- Yakin, Murat (* 1974), Schweizer Fussballspieler und -trainerMurat Yakin (* 1974)

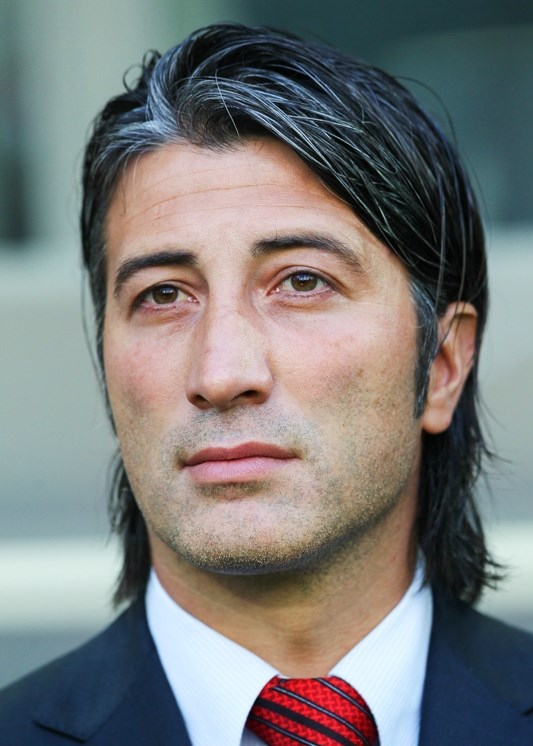
Murat Yakin (* 1974)

- Yakış, Yaşar (1938–2024), türkischer Botschafter, Politiker und Außenminister

### Yako
- Yakobi, Adam (* 1998), israelischer Hürdenläufer
- Yakobson, Sergius (1901–1979), russisch-deutsch-US-amerikanischer Bibliothekar, Historiker und Sowjetologe
- Yakoff, Stephanie (* 2005), US-amerikanische Tennisspielerin
- Y’akoto (* 1988), deutsch-ghanaische Soul-Sängerin
- Yakoubi, Lazhar (* 1996), algerischer Hammerwerfer
- Yakovenko, Margaryta (* 1992), ukrainisch-spanische Journalistin und Schriftstellerin
- Yakovlev, Mikhail (* 2000), israelischer, ehemals russischer Bahnradsportler
- Yakovleva, Sonja (* 1989), deutsche Künstlerin

### Yakp
- Yakpo, Kofi (* 1970), deutscher Linguist und Hip-Hop-Musiker

### Yaku
- Yakubowich, Joyce (1953–2024), kanadische Sprinterin
- Yakubu, Abubakari (1981–2017), ghanaischer Fußballspieler
- Yakubu, Balikis (* 1996), nigerianische Sprinterin
- Yakubu, Malik Alhassan, ghanaischer Politiker
- Yakubu, Salifu (1919–1968), ghanaischer Politiker und Diplomat
- Yakubu, Shaibu (* 1986), ghanaischer Fußballspieler
- Yakura, Nyl (* 1993), kanadischer Badmintonspieler
- Yakushchenko, Igor (* 1985), deutscher Koch
- Yakushiji, Yasuei (* 1968), japanischer Boxer im Bantamgewicht
- Yakusho, Kōji (* 1956), japanischer SchauspielerKōji Yakusho (* 1956)

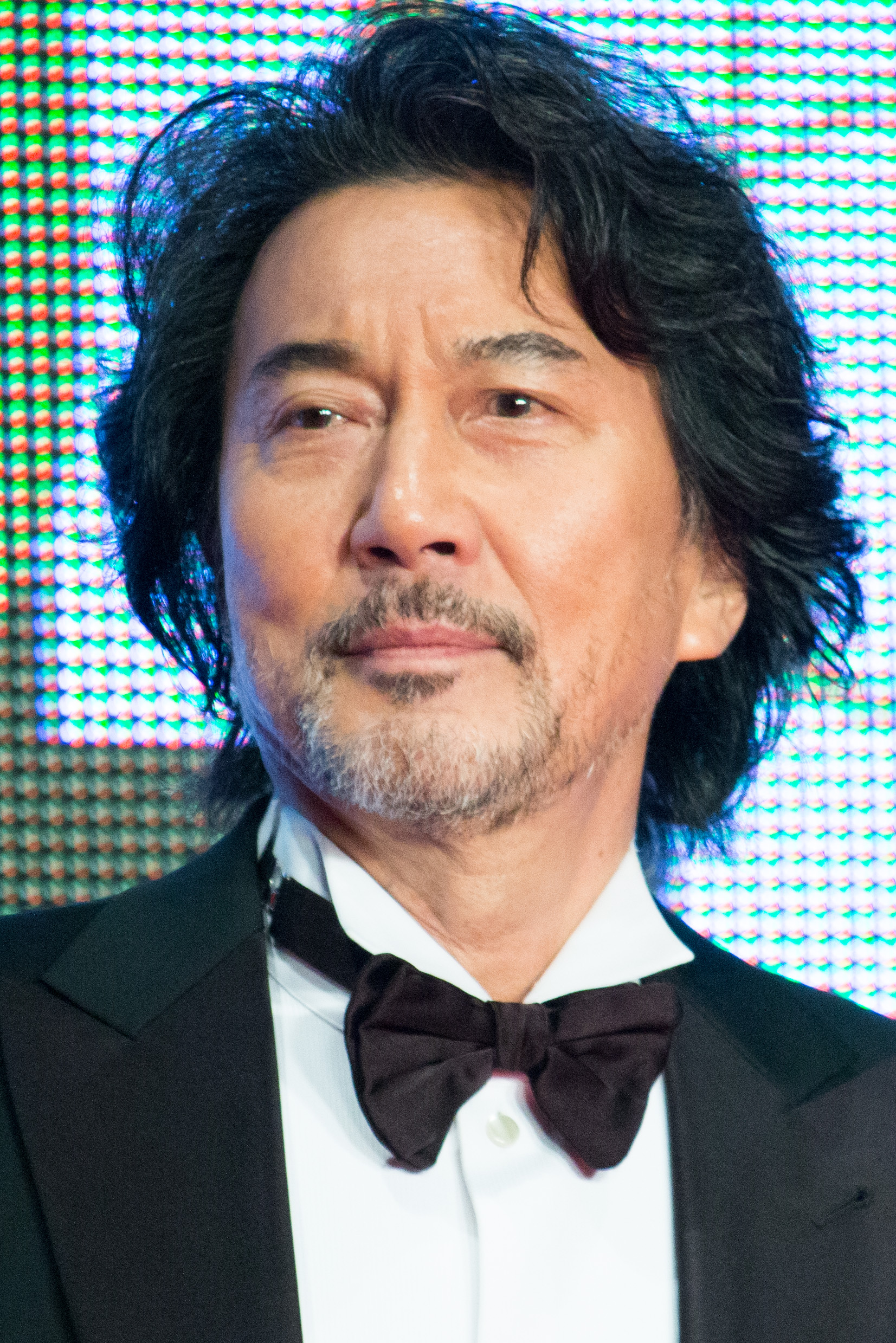
Kōji Yakusho (* 1956)

- Yakut, Atilla (* 1945), türkisch-deutscher Fachautor

### Yaky
- Yakym, Rudy (* 1984), US-amerikanischer Politiker und Unternehmer
- Yakymyshyn, Sewerian Stefan (1930–2021), kanadischer Ordensgeistlicher, ukrainisch griechisch-katholischer Bischof von New Westminster